# 黄金の仮面
『黄金の仮面』（おうごんのかめん 朝: 황금가면）は2022年韓国のテレビドラマ、KBS2連続ドラマ。
上流階級の妻になったもの過酷な環境に翻弄され全てを奪われた女性が奮闘する物語。

## 出演
- チャ・イェリョン[1]
- ナ・ヨンヒ
- イ・フィヒャン
- イ・ジュンムン
- イ・ヒョンジン

## キャスト
- 演出：オ・スソン[1]
- 脚本：キム・ミンジュ

## 日本での放送
日本での放送は2022年10月5日、KBSワールドで開始された。
- KBS WORLD：2022年10月5日 -

- BS日テレ：2023年8月25日 -